# Prima facie
Der Terminus prima facie (lateinisch für ‚dem ersten Anschein nach‘, ‚auf den ersten Blick‘; wörtlich: ‚mit / bei erstem Gesicht‘) wird im Deutschen in der Bedeutung „bis auf Widerruf“, „solange sich keine gegenteiligen Evidenzen einstellen“ verwendet. Er sagt nichts darüber aus, ob der äußere Anschein täuscht – also der Schein trügt – oder nicht.

## Philosophie
Prima facie findet sich als Fachbegriff vor allem in der Erkenntnistheorie.
Zudem ist in der Ethik in der Folge der Arbeiten von William David Ross (1877–1971) der Ausdruck Prima-facie-Pflichten entstanden, mit dem moralische Pflichten bezeichnet werden, die „auf den ersten Blick“ schon, also augenscheinlich Gültigkeit besitzen. Diese Gültigkeit setzt eine moralische Intuition voraus.

## Recht
In der deutschen Rechtssprache sind:  Prima-facie-Beweis, Anscheinsbeweis und Beweis des ersten Anscheins Synonyme.